# Scombropidae
Famille
Genre
Les Scombropidae sont une famille de poissons marins de l'ordre des Scombriformes représentée par le seul genre Scombrops et trois espèces.

## Description
Il s'agit de poissons de grande taille (100 à 150 cm selon les espèces) vivant parfois à de grandes profondeurs (de -200 à -610 m pour S. oculatus).